# 刈谷西部の縄文遺跡
刈谷西部の縄文遺跡（かりやせいぶのじょうもんいせき）とは、愛知県が一括して県の史跡に指定している同県刈谷市内にある貝塚など5ヶ所の縄文時代遺跡の、指定文化財（記念物・史跡）としての名称である。

## 概要
刈谷市西部の洪積台地（碧海台地）縁辺部には、縄文時代早期から縄文時代晩期にかけての貝塚等の遺跡が多数あり、愛知県において考古学上注目される地域とされる。
北から順に、芋川遺跡（縄文時代中期以降）、八ッ崎貝塚（縄文時代早期）、天子神社貝塚（縄文時代後期・晩期）、山の神遺跡（縄文時代中期）、本刈谷貝塚（縄文時代晩期）の5遺跡が、1967年（昭和42年）以来、段階的に愛知県の史跡（記念物）に指定された。

## 沿革
- 1967年（昭和42年）3月17日 - 山の神遺跡、天子神社貝塚、本刈谷貝塚の3遺跡が愛知県指定史跡に指定。
- 1984年（昭和59年）11月28日 - 八ッ崎貝塚を追加指定。
- 1996年（平成8年）3月18日 - 芋川遺跡を追加指定。

## 一覧
| 名称         | 所在地                     | 時代・分類                         |
| ------------ | -------------------------- | ---------------------------------- |
| 芋川遺跡     | 愛知県刈谷市一ツ木町7-33-7 | 縄文時代中期から奈良時代の複合遺跡 |
| 八ッ崎貝塚   | 愛知県刈谷市小山町5-2      | 縄文時代早期後半の貝塚             |
| 天子神社貝塚 | 愛知県刈谷市小山町6-70他   | 縄文時代後期・晩期の貝塚           |
| 山の神遺跡   | 愛知県刈谷市山池町1-201    | 縄文時代中期の遺跡                 |
| 本刈谷貝塚   | 愛知県刈谷市天王町4-2他    | 縄文時代晩期の貝塚                 |

## 遺跡

### 芋川遺跡
- 所在地：刈谷市一ツ木町7-33-7。

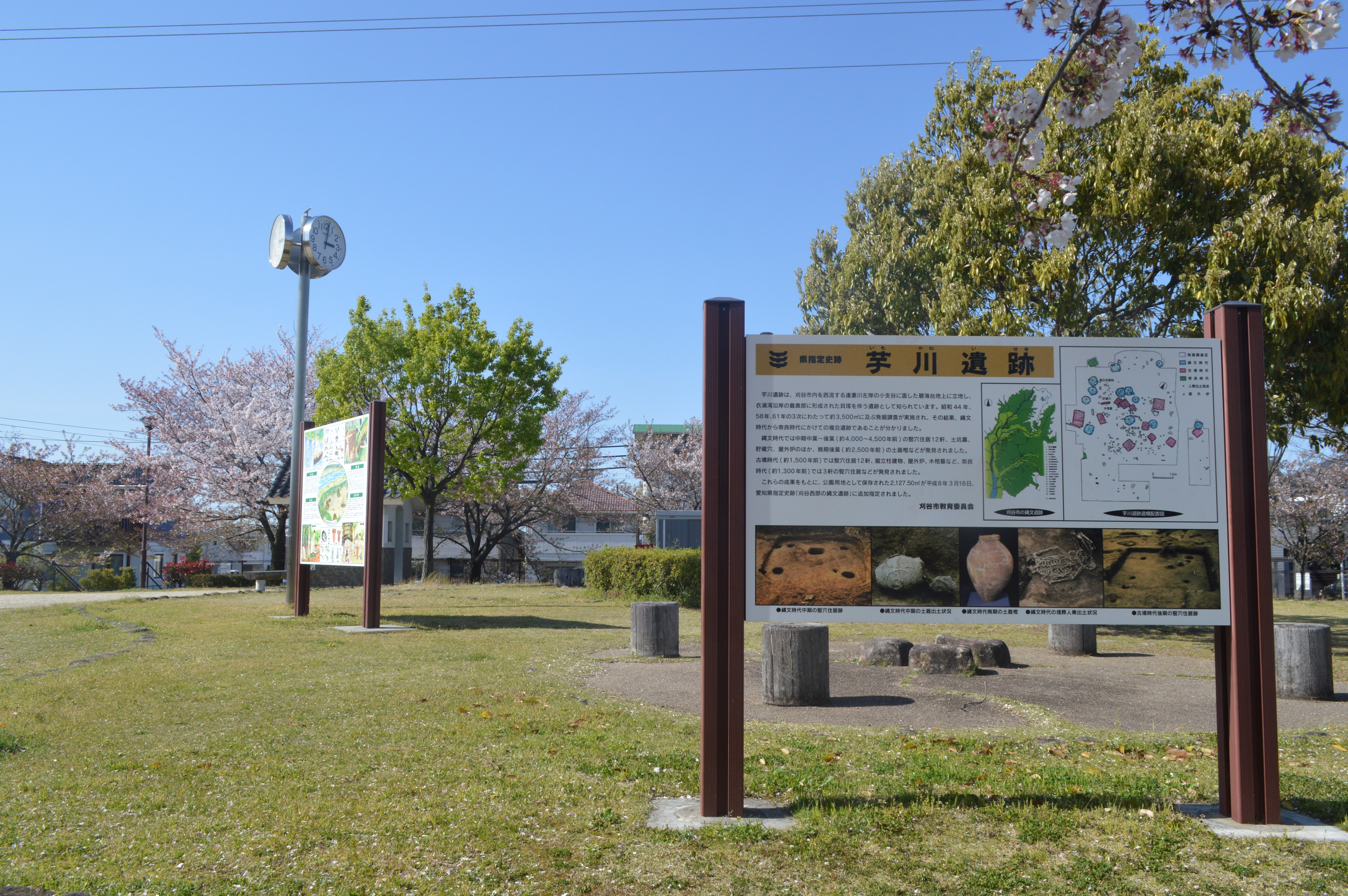
芋川遺跡がある芋川公園

- 場所と時代：縄文時代中期から奈良時代にかけての複合遺跡である[2]。
- 出土遺物：縄文時代の土坑墓からは仰臥屈葬による女性の人骨が発見されている[2]。2000年（平成12年）度には芋川公園として整備・保存されている[2]。

### 八ッ崎貝塚
- 所在地：刈谷市小山町5-2。

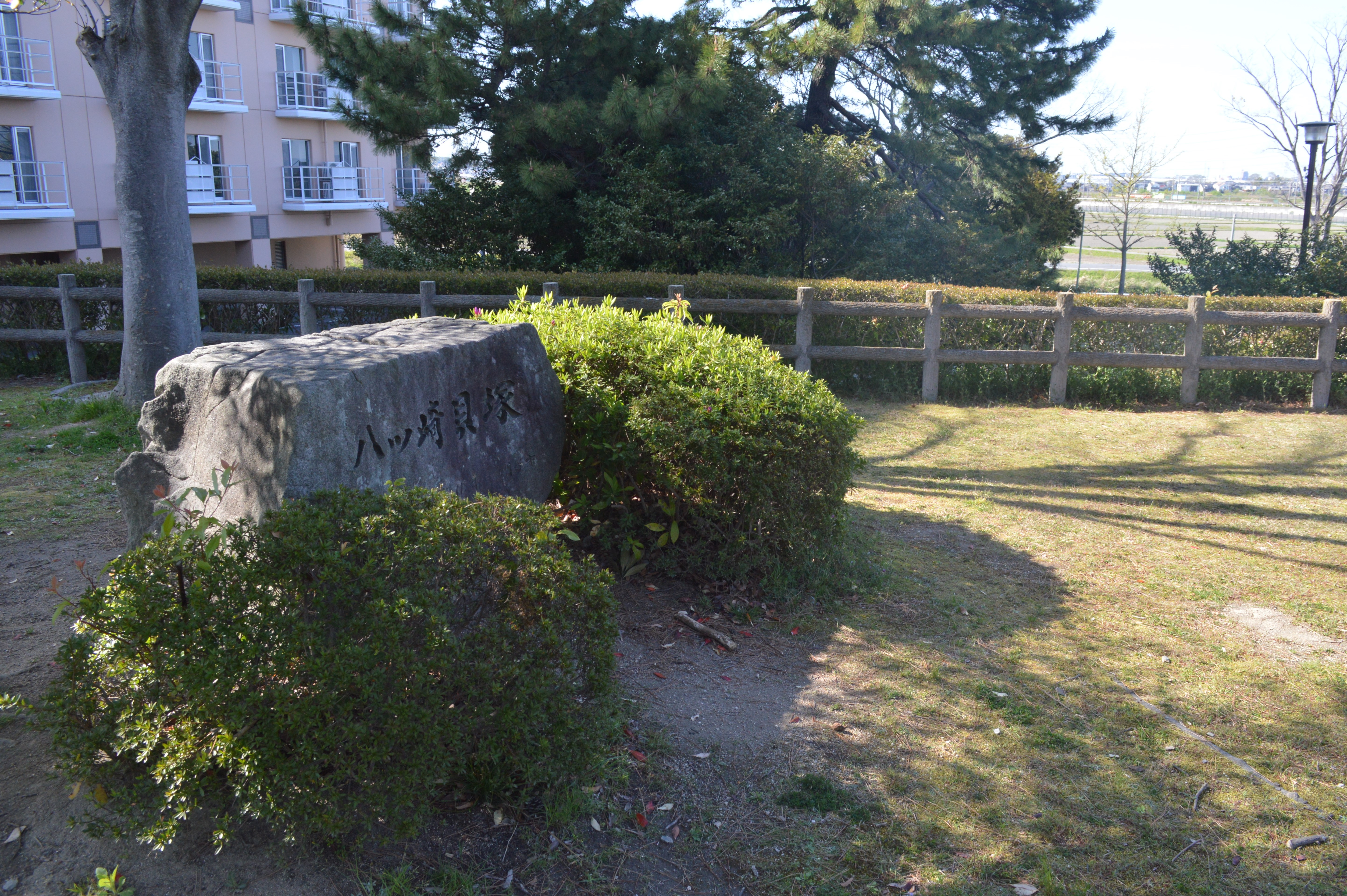
八ッ崎貝塚にある石碑

- 場所と時代：逢妻川左岸にあり、刈谷市最古の縄文時代早期後半の貝塚とされる[2]。
- 出土遺物：縄文時代中期から古墳時代・奈良時代・平安時代に及ぶ土器・石器・骨角器なども出土している[2]。八ッ崎公園に保存されている[2]。

### 天子神社貝塚
- 所在地：刈谷市小山町6-70他。

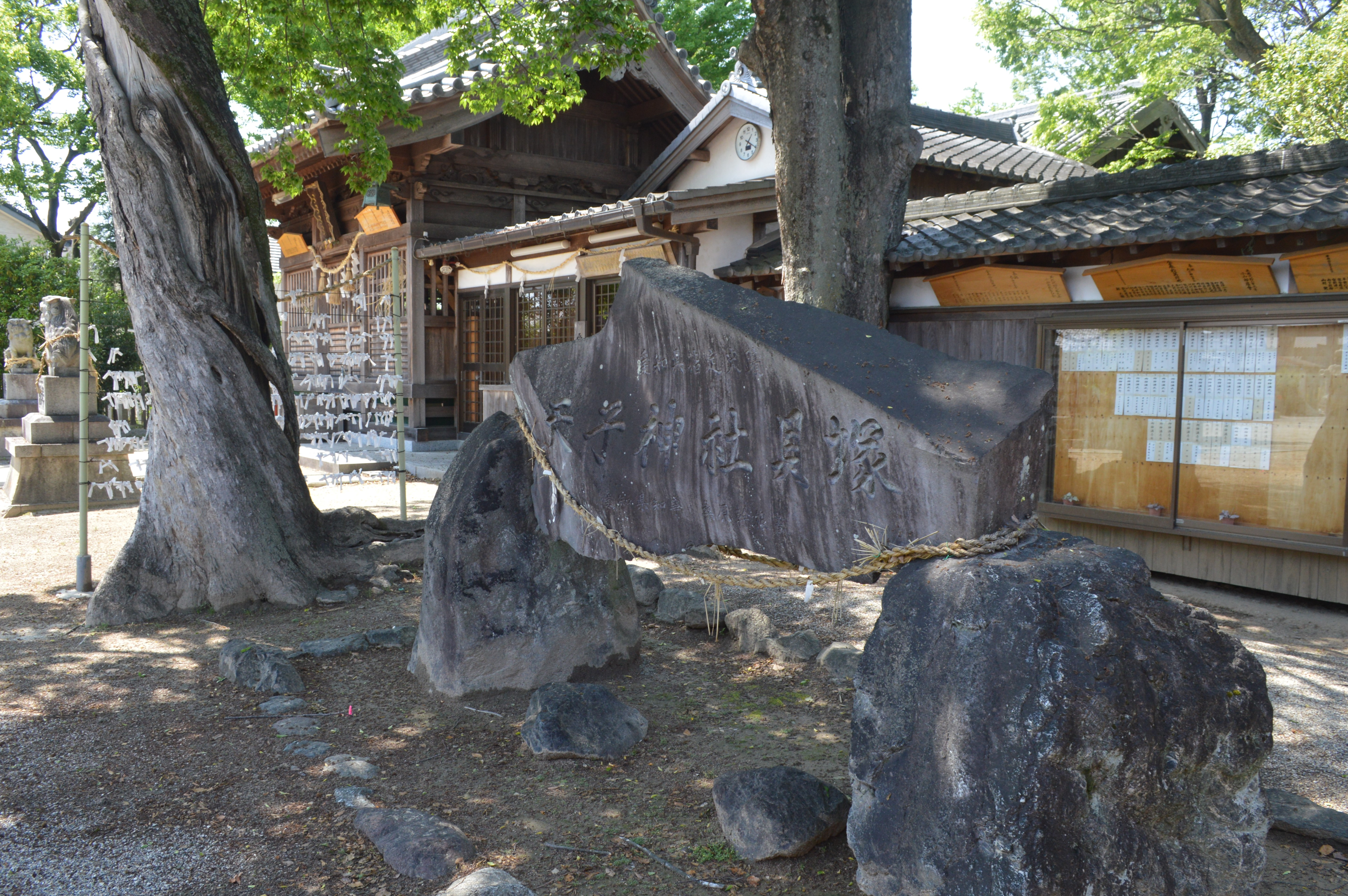
天子神社貝塚にある石碑

- 場所と時代：天子神社境内を中心に広がっており、縄文時代後期から晩期の貝塚である[2]。
- 出土遺物：ハイガイ・マガキ・アカニシなどの貝、獣骨、埋葬人骨5体、土器・石器・骨角器などが出土している[2]。

### 山の神遺跡
- 所在地：刈谷市山池町1-201。
- 場所と時代：刈谷市立刈谷東中学校の校庭で発見された、縄文時代中期の竪穴建物跡である[2]。
- 出土遺物：1954年（昭和29年）に発見された一辺約4mの隅丸方形の建物跡であり、土器、打製石斧・無茎石鏃・石錘などが出土している[2]。

### 本刈谷貝塚
- 所在地：刈谷市天王町4-2他。

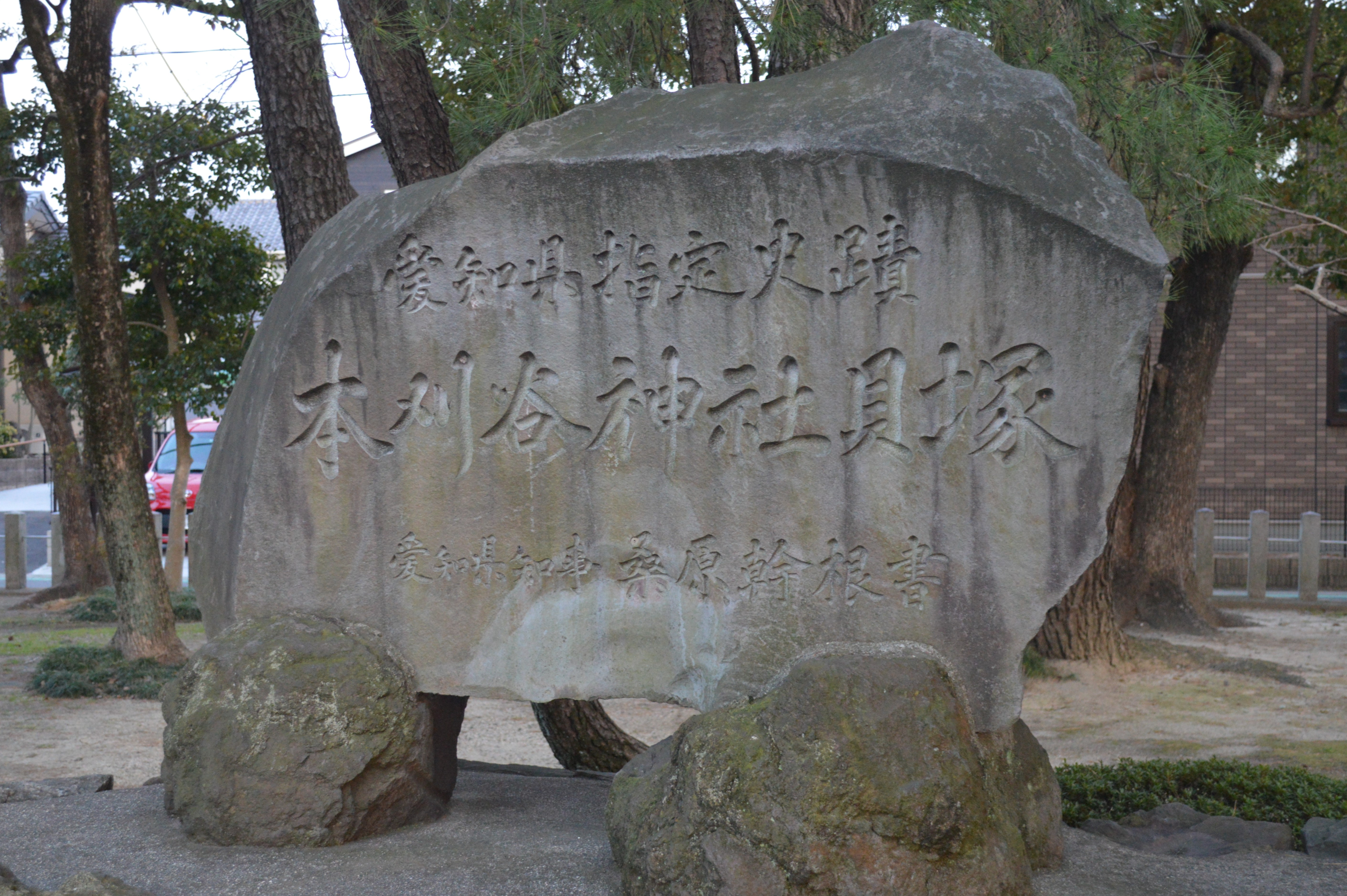
本刈谷貝塚にある石碑

- 場所と時代：本刈谷神社境内を中心に広がっており、縄文時代晩期のハイガイを中心とする貝塚である[2]。
- 出土遺物：10数体の埋葬人骨、シカ・イノシシの骨、やや厚い口部分に押引文・平行線文・波状文などの文様をつける土器が出土している[2]。この土器は縄文晩期前葉の西三河地方の土器の指標となるものであり、元刈谷式土器と名づけられている[2][3]。1969年（昭和44年）に出土した遺物は、1974年（昭和49年）に愛知県指定有形文化財[4]。